# 5 décembre 1969
Le vendredi 5 décembre 1969 est le 339e jour de l'année 1969.

## Naissances
- Alex Kapp Horner, actrice américaine
- David Billabona, footballeur espagnol
- Dean Blackwell, joueur de football britannique
- Dejan Računica, joueur de football croate
- Hans-Ueli Vogt, personnalité politique suisse
- Jean Elias, joueur de football brésilien
- Lynne Ramsay, réalisatrice britannique
- Ramón Ramírez, footballeur mexicain
- Ramūnas Karbauskis, homme politique lituanien
- Ron Regé, Jr., auteur de bande dessinée et musicien américain
- Sajid Javid, homme politique britannique
- Shim Eui-sik, joueur et entraîneur de hockey sur glace sud-coréen
- Todd Kerns, chanteur canadien

## Décès
- Alice de Battenberg (née le 25 février 1885), princesse de Grèce et de Danemark
- Claudius Dornier (né le 14 mai 1884), inventeur et ingénieur aéronautique allemand
- Jean Bayet (né le 12 novembre 1892), latiniste, spécialiste de littérature latine et de religion romaine
- Lionel Bussey (né le 6 octobre 1883), ingénieur en mécanique britannique
- Pierre Chanlaine (né le 27 juillet 1885), homme de lettres, romancier et journaliste
- William Gilmore (né le 16 février 1895), rameur d'aviron américain

## Événements
- Sortie de l'album Let It Bleed des Rolling Stones
- Création du gang de motards les Mongols
- Création de la chaîne de télévision suédoise SVT2